# Skansen górniczy w Stříbrze
Skansen górniczy w Stříbrze (czes. Hornický skanzen ve Stříbře) – skansen górniczy zlokalizowany w czeskim mieście Stříbro (kraj pilzneński), na prawym brzegu rzeki Mže, we wschodniej części starego miasta.

## Historia i ekspozycja
Placówkę otwarto 10 września 2005. Na terenie ekspozycji udostępnione są różnego rodzaju urządzenia górnicze używane w przeszłości, zarówno w rejonie Stříbra, jak iw innych miejscach Czech: lokomotywy i wagony górnicze, urządzenia wiertnicze, koleby hydrauliczne i mechaniczne, różnego rodzaju ładowarki, systemy wydobycia i grupa innych, historycznych eksponatów. Wystawę uzupełnia czynna lokomotywa górnicza, która wraz ze składem odbywa kursy po krótkiej linii turystycznej biegnącej brzegiem Mže i liczącej 325 metrów długości. Na terenie placówki znajduje się również wejście do galerii (dawny magazyn materiałów wybuchowych), w której zwiedzający zapoznają się z metodami wydobycia w średniowieczu, jak również w XIX i XX wieku.
Wszystkie eksponaty wyposażone są w tablice informacyjne. Stowarzyszenie Górniczo-Historyczne Stříbro stale (w miarę możliwości finansowych) uzupełnia ekspozycję skansenu o nowe przedmioty i maszyny oraz dąży do stworzenia na tym terenie niewielkiego parku geologicznego z ekspozycją skał z regionu Stříbra.

## Sztolnia Prokop
Częścią skansenu jest XVI-wieczna Sztolnia Prokop (czes. Štola Prokop, także: Kašparova Štola lub Prokopi Tiefe), która została wydrążona jako centralna dla pozyskiwania tutaj rud srebra i ołowiu. W 1743 sztolnia ta miała długość 2,5 kilometra. 340 metrów od wejścia znajdowała się główna komora pozyskiwania rud, Žentourová šachta (niem. Göpelschacht). W metrach 570 i 1050 wyprowadzono przekopy wiodące do żył Heinrich, Johan Baptist, Johan der Jüngere, Johan der Altere, Gottfried, Barbora, Michaelis i innych. W 1908 wydobycie rud wstrzymano, by wznowić je w 1918 i prowadzić do 1930. W 1937 sztolnię kupiło przedsiębiorstwo Bata, ale do wydobycia nie doszło. O jego wznowieniu wspominano jeszcze około roku 1950, ale nigdy już do niego nie doprowadzono. Obecnie sztolnia jest dostępna dla zwiedzających na łącznej długości 700 metrów, a jej zwiedzanie trwa około 80 minut.

## Otoczenie
W bezpośrednim sąsiedztwie skansenu znajduje się piesza, stalowa, pomalowana na czerwono kładka, Červená lávka przez rzekę Mže oraz czechosłowacki bunkier nr E-22/54/A-180. Kładka została wzniesiona w 1806 przez cieślę Jana Hahna za kwotę 2624 złotych, jako dojście do kopalni. Po zawaleniu obiekt odnowiono w 1898, ponownie jako drewniany. Obecną formę uzyskała w 1944.

## Turystyka
Z centrum miasta do skansenu prowadzą szlaki piesze:
- czerwony do Pňovan,
- żółty na Křížový vrch (472 m)[4].

Zbiegają się tu też szlaki rowerowe.

## Galeria

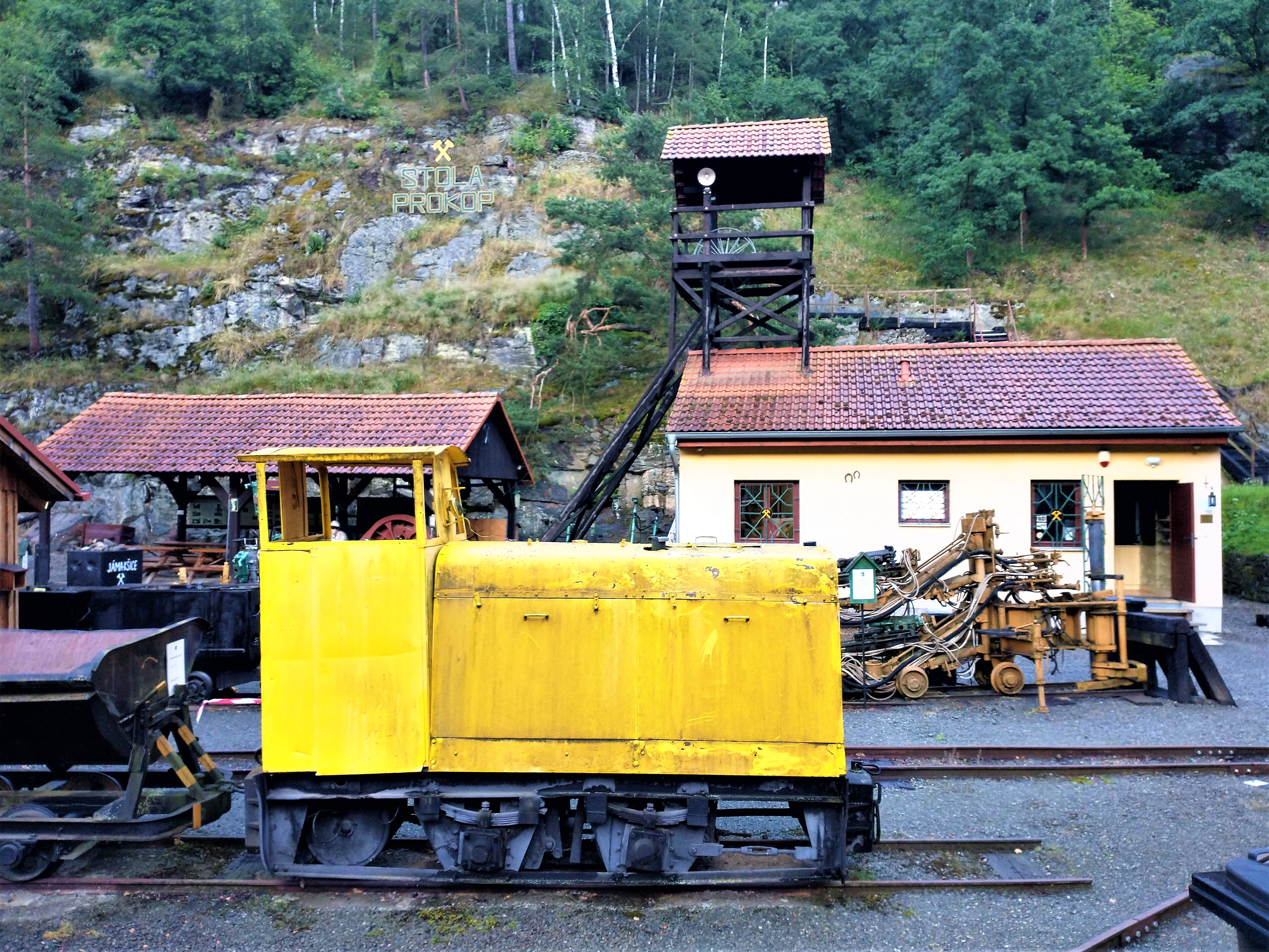
Fragment ekspozycji
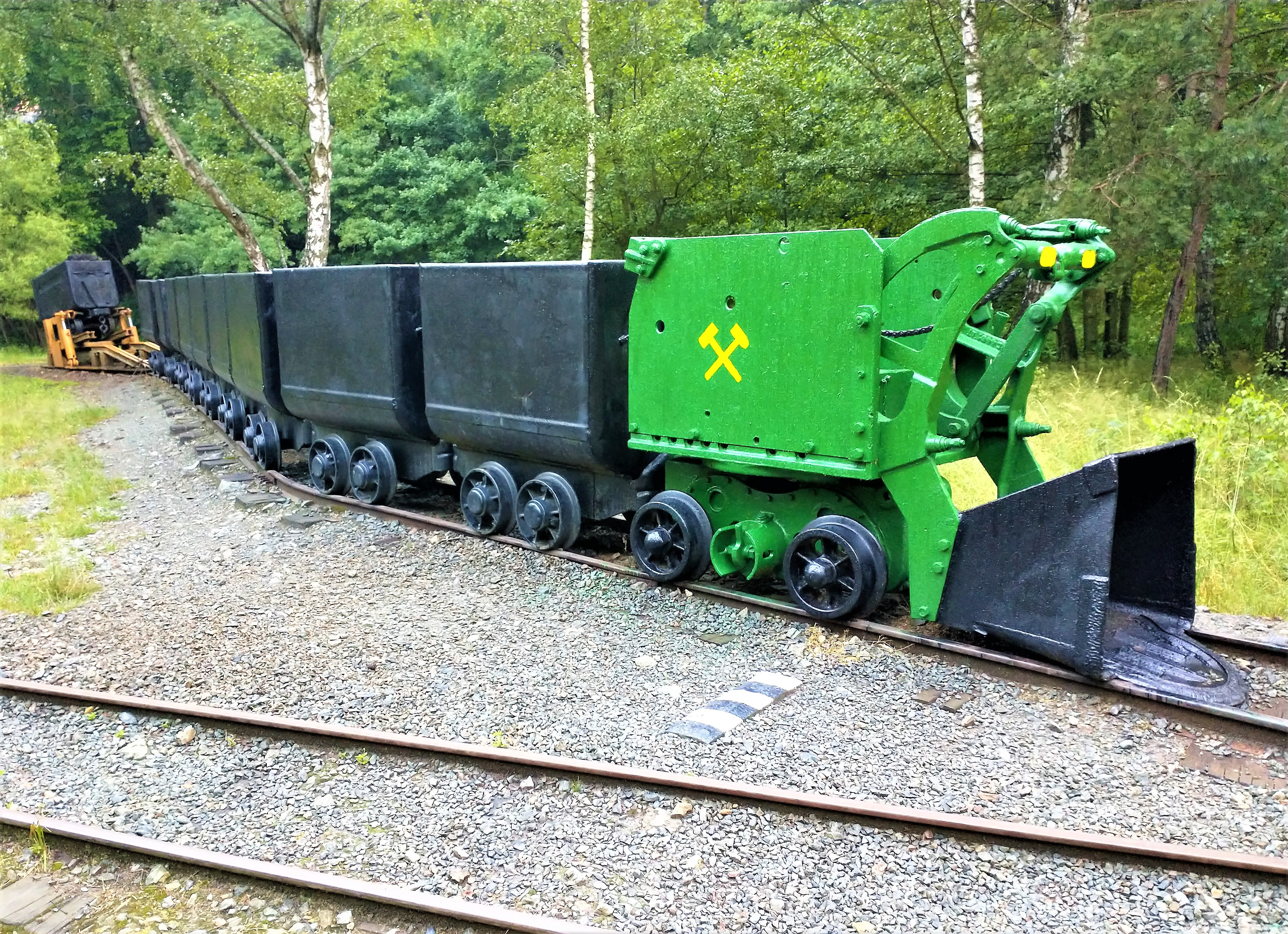
Czynny skład wąskotorowy
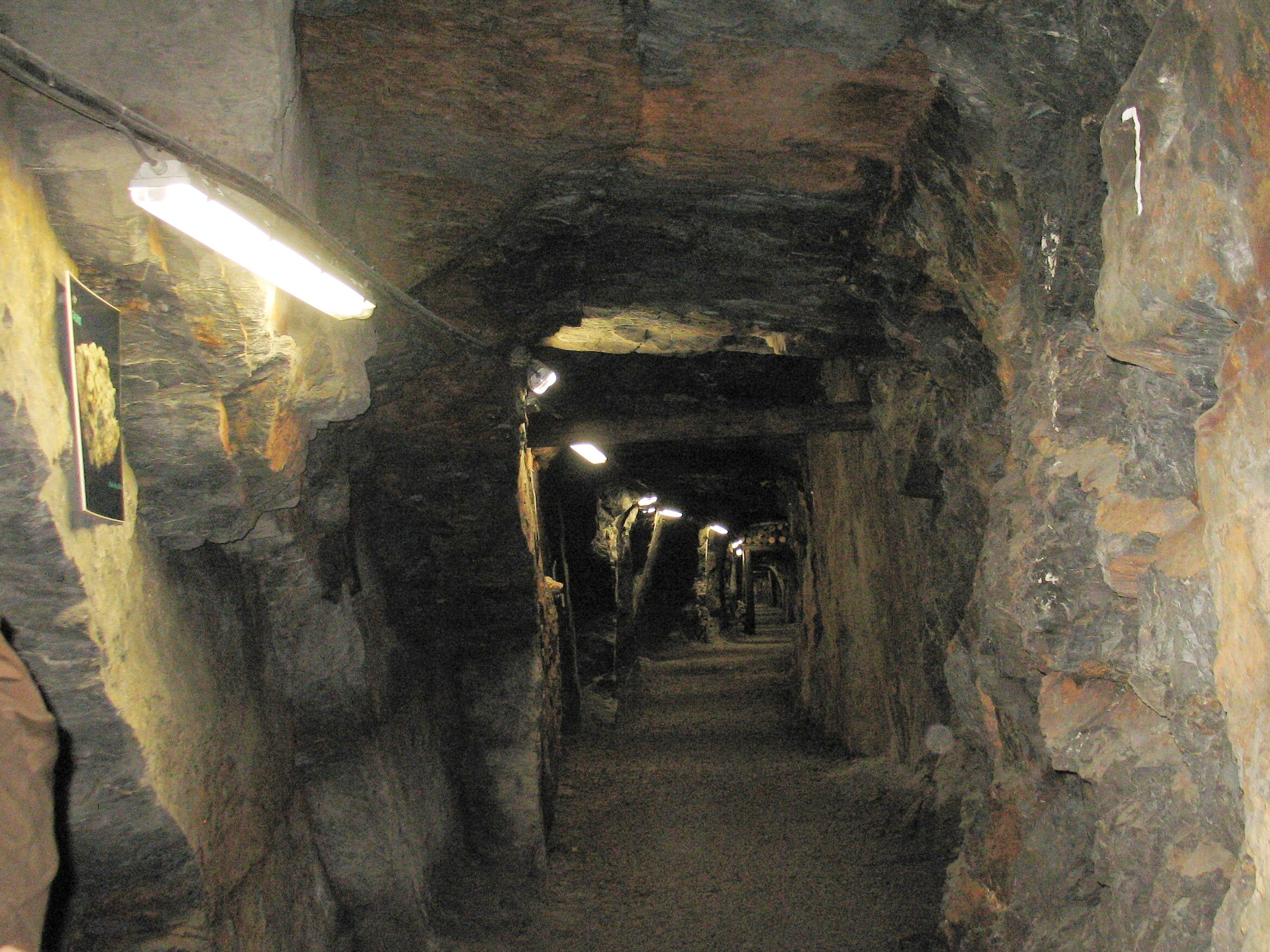
Sztolnia Prokop
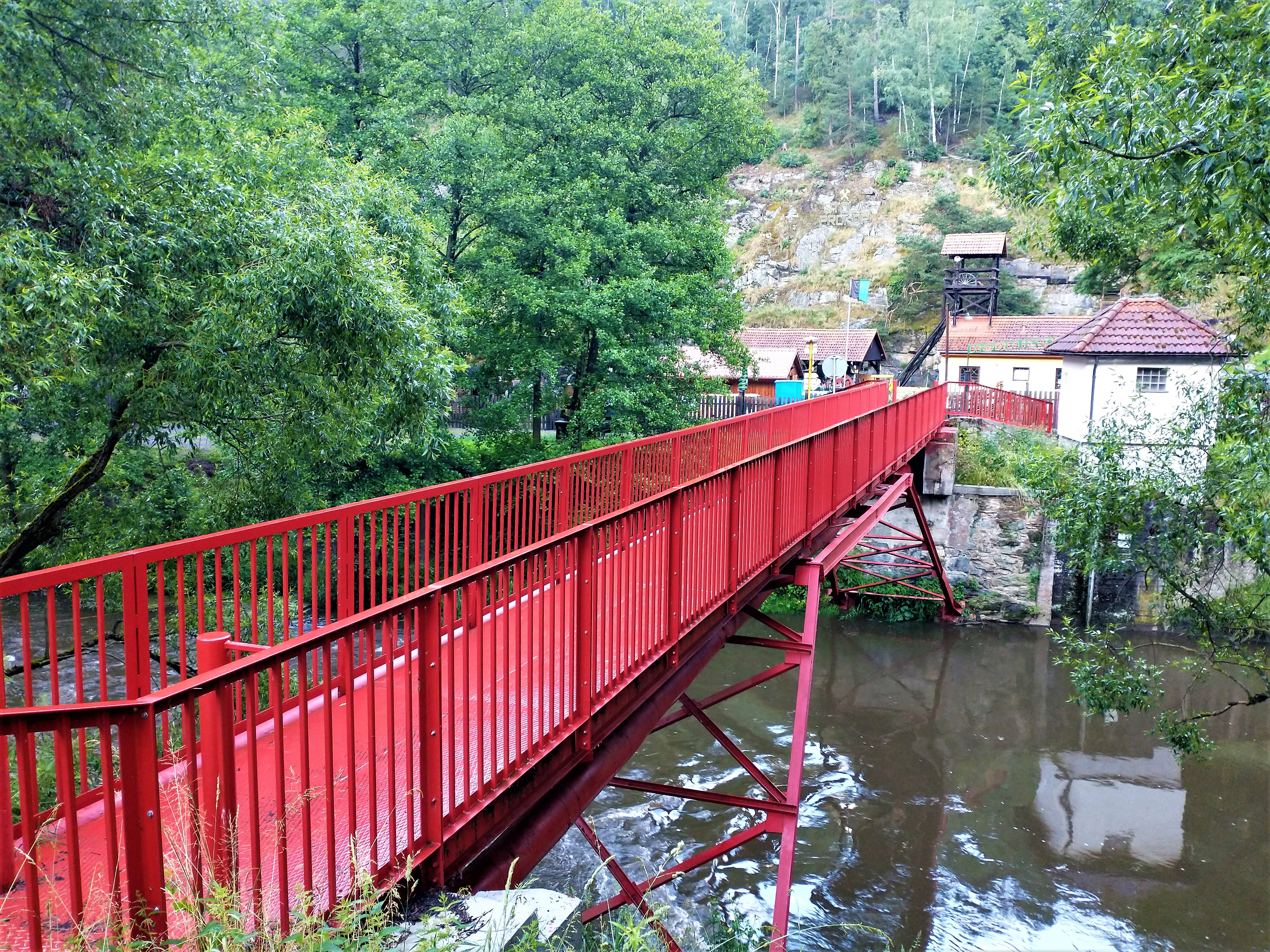
Červená lávka i skansen w tle